# ガーネット (奥華子の曲)
『ガーネット』は、2006年7月12日に発売された奥華子の4枚目のシングル。

## 解説
奥のシングルで最も多く売上を記録した作品である。
「ガーネット」はアニメ映画『時をかける少女』の主題歌に、「変わらないもの」は挿入歌に起用されている。映画のロングラン上映とともにロングセールスを記録していたが、翌2007年7月21日にフジテレビ系『土曜プレミアム』枠内で初のテレビ放送となるとともに、圏外から118位と再浮上した。
2019年3月1日には、ソニー・ミュージックエンタテインメントのアニメソング人気投票キャンペーン「平成アニソン大賞」において映画主題歌賞（2000年 - 2009年）に選出された。

## 収録曲
- PCCA-70148

1. ガーネット (弾き語り)
  - 作詞・作曲・編曲：奥華子
  - 3曲目の弾き語りバージョン。プロモーションビデオはこのバージョンのものが制作されており、同映画のDVDには特典映像としてこのプロモーションビデオが収録されている。2作目のアルバム『TIME NOTE』（2007年）に収録されたのも、このバージョン。
2. 変わらないもの
  - 作詞・作曲：奥華子／編曲：佐藤準
  - 角川映画配給映画『時をかける少女』挿入歌
  - もともとは主題歌の候補として挙げられていたが、本曲にぴったりなシーンがあるとのことで挿入歌に採用された経緯がある。映画のサウンドトラックではストリングスバージョンが収録されている。
3. ガーネット
  - 作詞・作曲：奥華子／編曲：佐藤準
  - 『時をかける少女』主題歌
  - 本作のタイトル曲。ストリングスが加えられており、ピアノアレンジも1曲目とは一部異なる点がある。映画制作側から「自由に感じ取ったイメージを曲にして欲しい」という要望から、絵コンテや脚本からストーリーや登場人物の心情を読み取って解釈してから制作したという。

## カバー
- ガーネット
  - 水瀬伊織（声：釘宮理恵）（2007年9月5日、『MASTER ARTIST 08』収録）
  - 米倉千尋（『泣けるアニソン』収録）
  - 梶裕貴（『百歌声爛 男性声優編III』収録）
  - 牧野由依（『新・百歌声爛 女性声優編』収録）
  - 南條愛乃（アルバム『Nのハコ』初回限定盤収録）
  - 久保ユリカ（2022年11月9日、配信シングル『ガーネット - from CrosSing』収録）
- 変わらないもの
  - 菊地真（声：平田宏美）（2015年4月22日、『MASTER ARTIST 3 03』収録）
  - 上白石萌音（2016年、『Chouchou』収録）
  - 富士葵（2019年、『声 〜Cover ch.〜』収録）
  - Lia（2019年、『REVIVES II -Lia Sings beautiful anime songs-』収録）
  - 和島あみ（2020年、『じわソン 〜声優の卵が選んだ“泣けるアニソン”を、和島あみが歌ってみた〜』収録）
  - ニナ（声：鈴代紗弓）（2021年9月10日、『NEON SKY』収録）
  - カトリナ・グリーベル（声：天城サリー）（2023年8月2日、ゲーム『ワールドダイスター 夢のステラリウム』収録[2]）